# Andrena assimilis
Andrena assimilis is een vliesvleugelig insect uit de familie Andrenidae. De wetenschappelijke naam van de soort is voor het eerst geldig gepubliceerd in 1876 door Radoszkowski.
De soort komt voor in het zuiden en midden van continentaal Europa, met uitlopers tot de aangrenzende Aziatische gebieden en de Marokko. In België werd de soort voor het eerst waargenomen in 2020, in de Plantentuin Meise.